# ORAC
ORAC (Oxygen Radical Absorbance Capacity) är en metod för att mäta antioxidanter i biologiska prover in vitro.
Många olika typer av mat har testats med denna metod och vissa kryddor, bär och bönor har ofta haft höga värden i de av USDA publicerade listor på innehåll i mat. Numer publiceras dock inte dessa värden eftersom man inte har kunnat påvisa något samband mellan testresultaten och den biologiska aktiviteten i celler. Även om inte alla avfärdar dessa samband så stöder många USDA:s beslut.
Alternativa mätmetoder är bland annat Folin-Ciocalteus metod och Trolox antioxidant-kapacitet.

## Metod
Metoden mäter hur fluoroscerande molekyler (beta-phycoerythrin eller fluorescein) degraderas av oxidation efter att ha blandats med ämnen (till exempel azoämnen) som bildar fria radikaler. Azo-ämnen anses bilda peroxylradikaler vid uppvärmning vilket degraderar den fluoroscerande molekylen som då inte längre fluoroscerar. Om det finns antioxidanter kan de skydda de fluoroscerande molekylerna från att degraderas. I vilken grad de fluoroscerande molekylerna har degraderats mäts med en fluorometer. Det finns utrustning som kan mäta och analysera helautomatiskt.